# Dino Najdoski
Dino Najdoski (* 8. Mai 1992 in Belgrad, BR Jugoslawien) ist ein mazedonischer Fußballspieler.

## Karriere

### Verein
Der Abwehrspieler begann seine Karriere 2008 bei Vardar Skopje. In der Saison 2010/11 stand er beim Schweizer Verein AC Bellinzona unter Vertrag und 
wurde von dort die Rückrunde an GC Biaschesi verliehen. Dann wechselte er zurück nach Mazedonien zum FK Rabotnički. Im August 2011 war sein Dopingtest beim Europa-League-Spiel gegen Lazio Rom positiv und er wurde für ein Jahr gesperrt. Medienberichte zufolge wurde das Stimulanzmittel Methylhexanamin festgestellt. Nach seiner Sperre gewann er 2014 mit Rabotnički mit Meisterschaft und Pokal das mazedonische Double. Zur Saison 2014/15 schloss er sich wieder seinem Heimatverein Vardar Skopje an und gewann auch dort den Meistertitel. FK Metalurg Skopje, FK Teteks Tetovo und aktuell seit Sommer 2020 der FK Skopje waren die nächsten Vereine seiner Laufbahn. 

### Nationalmannschaft
Von 2009 bis 2013 absolvierte Najdoski insgesamt elf Partien für diverse mazedonische Jugendnationalmannschaften. 

## Erfolge
- Mazedonischer Meister: 2014, 2015
- Mazedonischer Pokalsieger: 2014